# Filip Gravenfors
Filip Gravenfors (2 ottobre 2004) è uno sciatore freestyle svedese, specialista delle gobbe.

## Biografia
Specialista delle gobbe e attivo a livello internazionale dal febbraio 2019, Gravenfors ha esordito in Coppa del Mondo il 5 dicembre 2020 giungendo 44º nelle gobbe a Ruka e ha ottenuto il suo primo podio l'11 dicembre 2022 a Idre Fjäll, classificandosi 2º nella gara di gobbe in parallelo vinta dal canadese Mikaël Kingsbury.

## Palmarès

### Mondiali juniores
- 4 medaglie:
  - 2 ori (gobbe, gobbe in parallelo a Chiesa in Valmalenco 2023)
  - 2 bronzi (gobbe, gobbe in parallelo a Chiesa in Valmalenco 2022)

### Coppa del Mondo
- Miglior piazzamento nella Coppa del Mondo generale di gobbe: 3º  nel 2024 e nel 2025
- 11 podi:
  - 3 secondi posti
  - 8 terzi posti